# سیارک ۷۶۲۸
سیارک ۷۶۲۸ (به انگلیسی: 7628 Evgenifedorov، نامگذاری:1977QY) هفت هزار و ششصد و بیست و هشتمین سیارک کشف شده‌است که در ۱۹ اوت ۱۹۷۷ کشف شد.
قدر مطلق سیارک برابر ۱۲٫۴۰ است.